# Louis-Marie Ling Mangkhanekhoun
Louis-Marie Ling Mangkhanekhoun,  I.V.D. (Bonha-Louang, 8 de abril de 1944) é um cardeal da Igreja Católica, o primeiro laociano cardeal. Foi de 2017 de 2024 o vigário apostólico do Vicariato Apostólico de Vientiane.

## Biografia
De uma família da etnia Khmu, sua mãe se converteu ao catolicismo após a chegada dos missionários em sua aldeia. Era o único varão entre cinco irmãs. Estudou filosofia e teologia no Canadá e ingressou no Instituto Voluntas Dei (I.V.D.), um instituto secular de direito pontifício.
Foi ordenado padre em 5 de novembro de 1972, em um campo de refugiados, para o vicariato apostólico de Vientiane. Ele organizou as visitas às aldeias da montanha. Em 1975, foi nomeado pastor e pró-vigário do vicariato apostólico de Vientiane. Em 2 de dezembro de 1975, foi proclamada a República Popular Democrática do Laos, governada pelo Partido Popular Revolucionário do Laos, que proibia religiões. Ele teve que trabalhar sem permissão para levar o Evangelho às aldeias e prisões e, no final de 1984, foi preso, junto com Tito Bachong, até 1987. Ele retomou seu trabalho pastoral em sua província natal, Pakxe, como sacerdote até ser nomeado vigário apostólico em 2000.
Dessa forma, foi eleito bispo-titular de Aquæ Novæ in Proconsulari e nomeado vigário apostólico de Pakxe, em 30 de outubro de 2000. Foi consagrado em 22 de abril de 2001 na Catedral Sacré Cœur de Pakxe, por Jean Khamsé Vithavong, O.M.I., bispo-titular de Moglaena, vigário apostólico de Vientiane, assistido por Jean Sommeng Vorachak, bispo-titular de Muzuca de Proconsular, vigário apostólico de Savannakhet, e por Pierre Antoine Jean Bach, bispo titular de Tituli di Proconsulare, ex-vigário apostólico de Savannakhet.
Ele desenvolveu um sistema de ensino no seminário que exige que os candidatos ao sacerdócio, após três anos de estudo, passem de um a três anos no trabalho pastoral. Ele explicou que eles são "catequistas, que carregam remédios, auxílios e orações para o povo das montanhas. Eles se integram aos aldeões, vivem como os aldeões em tudo".
Entre 2009 e 2014 foi presidente da conferência episcopal do Laos e Camboja.
Em 21 de maio de 2017, o Papa Francisco anunciou a sua criação como cardeal no consistório de 28 de junho seguinte. Recebeu o barrete vermelho, o anel cardinalício e o titulus de São Silvestre em Capite em 28 de junho, tomando posse da Igreja em 22 de abril de 2018.
Em 16 de dezembro de 2017, o Papa o nomeou vigário apostólico de Vientiane. Como cardeal, é membro da Congregação para a Educação Católica, do Dicastério para o Serviço do Desenvolvimento Humano Integral e do Pontifício Conselho para o Diálogo Inter-Religioso.
Teve sua renúncia aceita ao governo pastoral em 23 de dezembro de 2024.